# 球花蒿
球花蒿（学名：Artemisia smithii）为菊科蒿属的植物，为中国的特有植物。分布于中国大陆的青海、甘肃、四川等地，生长于海拔3,200米至4,600米的地区，常生长在高山草原及草甸与坡地上，目前尚未由人工引种栽培。

## 别名
高山蒿（四川）